# Victor Aitken
Victor Aitken, född 23 maj 1887, död 31 oktober 1962, var en australisk friidrottare. Han deltog vid olympiska sommarspelen 1908.